# Almas
 For alternative betydninger, se Alma. (Se også artikler, som begynder med Alma)
Almas eller almasti er en påstået race af hominider, som skulle leve i Pamir-bjergene i Centralasien. Der er ikke fremlagt beviser for racens eksistens. I kryptozoologiske kredse er der bred enighed om, at almas kunne være en gruppe af overlevende neandertalere.
| Mytologi | Spire Denne artikel om mytologi er en spire som bør udbygges. Du er velkommen til at hjælpe Wikipedia ved at udvide den. |